# Dolmen de la Lloseta
La Lloseta, o Barraca de la Llosa, és un monument megalític del límit dels termes comunals de Clarà i Villerac i dels Masos, tots dos a la comarca del Conflent, de la Catalunya del Nord.
És al nord del poble de Villerac, al nord de la Garrolla.
És un dolmen amb peristàlit (conjunt de pedres ajagudes que marcaven el perímetre del túmul). L'entrada del dolmen apunt al nord-oest. En donà notícia Jean Abelanet el 1969.